# Pico do Itobira
O Pico do Itobira é um dos pontos culminantes do estado brasileiro da Bahia, com 1970m de altitude.
Está localizada no município de Abaíra, próximo à fronteira desta cidade com a de Piatã) na região da Chapada Diamantina, mais especificamente na sua divisão geomorfológica de Serras da Borda Ocidental, que se estendem de nor-nordeste a sul-sudeste.
Nas trilhas que lhe dão acesso a vegetação encontrada é a de matas e campos de montanha, com vales estreitos e grande biodiversidade, especialmente de vegetais.

## Características

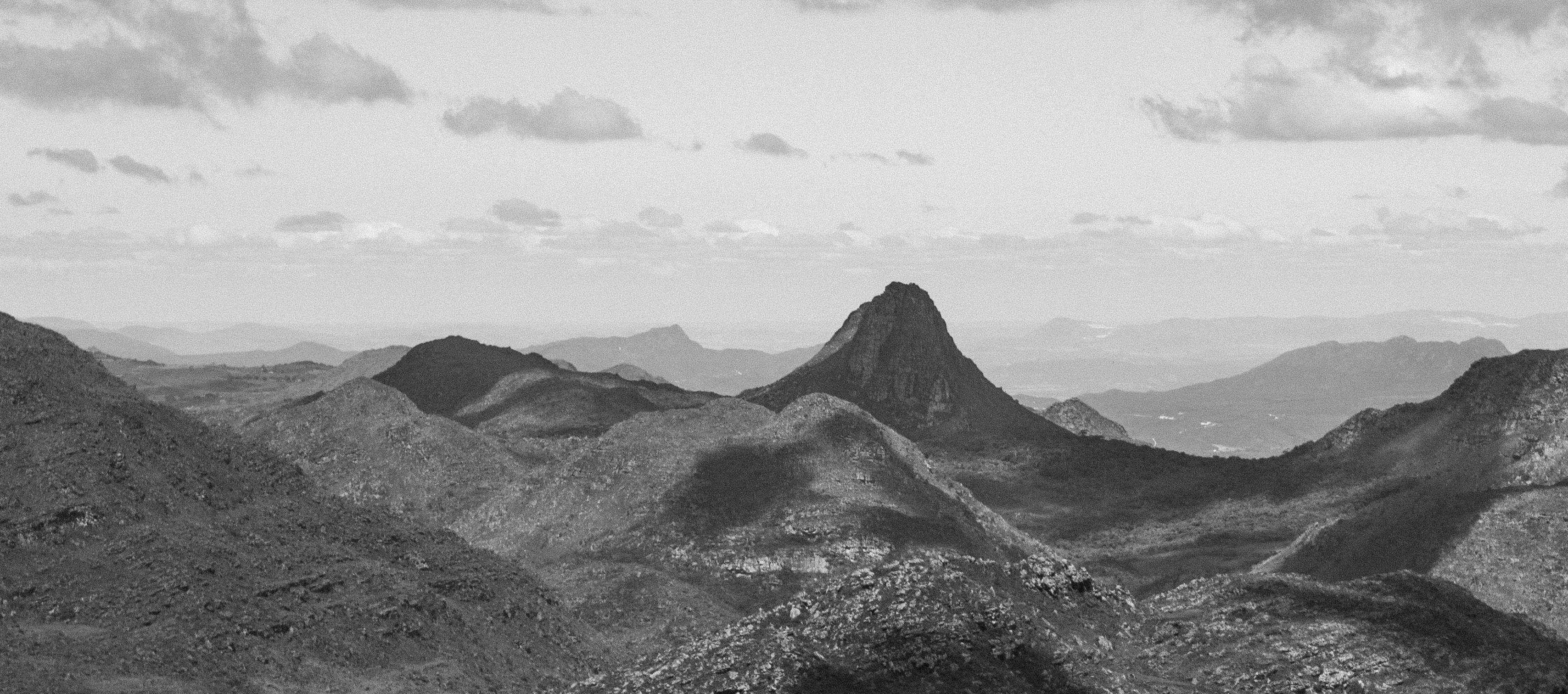
O Itobira, visto do alto do Barbado
Foto: Rafael Cristo Watanabe

O Itobira faz parte da Área de Proteção Ambiental da Serra do Barbado, criada no ano de 1993, do qual também faz parte o ponto culminante do estado, o Pico do Barbado, em meio a um conjunto de serras que compõem a região sudeste da Chapada Diamantina.